# رحيم كريم بديوي
رحيم كريم بديوي (مواليد 2 فبراير 1948) هو مدرب ولاعب كرة قدم عراقي دولي سابق، لعب لصالح نادي الميناء.